# Kodeks wykroczeń
Kodeks wykroczeń (ustawa z dnia 20 maja 1971 r. – Kodeks wykroczeń) – polska ustawa, uchwalona przez Sejm PRL, regulująca prawo wykroczeń. Określa ona zasady ponoszenia odpowiedzialności za wykroczenia. Zawiera katalog wykroczeń i kar przewidzianych za ich popełnienie.
Kodeks zastąpił wcześniejsze regulacje, zwłaszcza Prawo o wykroczeniach z 11 lipca 1932.

## Struktura redakcyjna kodeksu
Kodeks wykroczeń posiadał pierwotnie 166 artykułów, dzieli się na dwa części i 19 rozdziałów:
- Część ogólna (art. 1 – 48)
  - Rozdział I Zasady odpowiedzialności (art. 1 – 17)
  - Rozdział II Kary, środki karne i zasady ich wymiaru (art. 18 – 39)
  - Rozdział III Zastosowanie środków oddziaływania wychowawczego (art. 40 – 41)
  - Rozdział IV Warunkowe zawieszenie kary aresztu (art. 42 – 44)
  - Rozdział V Przedawnienie orzekania, wykonania kary oraz zatarcie ukarania (art. 45 – 46)
  - Rozdział VI Wyjaśnienie wyrażeń ustawowych (art. 47)
  - Rozdział VII Stosunek do ustaw szczególnych (art. 48)
- Część szczególna (art. 49 – art. 166)
  - Rozdział VIII Wykroczenia przeciwko porządkowi i spokojowi publicznemu (art. 49 – 64)
  - Rozdział IX Wykroczenia przeciwko instytucjom państwowym, samorządowym i społecznym (art. 65 – 69)
  - Rozdział X Wykroczenia przeciwko bezpieczeństwu osób i mienia (art. 70 – 83)
  - Rozdział XI Wykroczenia przeciwko bezpieczeństwu i porządkowi w komunikacji (art. 84 – 103)
  - Rozdział XII Wykroczenia przeciwko osobie (art. 104 – 108)
  - Rozdział XIII Wykroczenia przeciwko zdrowiu (art. 109 – 118)
  - Rozdział XIV Wykroczenia przeciwko mieniu (art. 119 – 131)
  - Rozdział XV Wykroczenia przeciwko interesom konsumentów (art. 132 – 139)
  - Rozdział XVI Wykroczenia przeciwko obyczajności publicznej (art. 140 – 142)
  - Rozdział XVII Wykroczenia przeciwko urządzeniom użytku publicznego (art. 143 – 145)
  - Rozdział XVIII Wykroczenia przeciwko obowiązkowi ewidencji (art. 146 – 147a)
  - Rozdział XIX Szkodnictwo leśne, polne i ogrodowe (art. 148 – 166)

## Nowelizacje
Kodeks wykroczeń znowelizowano wielokrotnie. Ostatnia zmiana weszła w życie w 2025 roku.